# Шродерус, Петрус
Петрус Эмиль Оскар Шродерус (швед. Petrus Emil Oskar Schroderus; род. 26 сентября 1973, Оулу) — финский полицейский и оперный певец (тенор).

## Биография
Родился в 1973 году в семье бизнесмена. Пением увлекался с детства, но по окончании средней школы Шродерус поступил в полицейскую академию.
Его профессиональная карьера певца началась в 2004 году с победы в конкурсе вокалистов им. финского тенора Тимо Мустакаллио (1929—1984). Шродерус был принят в Финскую национальную оперу и провел там восемь лет — пять лет исполнял сольные партии и три года пел в хоре.
В 2012 году вернулся на работу в полицию города Оулу где служит и в настоящий момент в должности старшего констебля.
Весной 2020 года, во время пандемии, полиция Оулу выпустила видео в котором Петрус Шродерус исполнил популярную советскую песню 1956 года «Я люблю тебя, жизнь» (слова Константина Ваншенкина, музыка Эдуарда Колмановского) В настоящий момент это видео набрало более трех миллионов просмотров и стало самым популярным видео Финляндии 2020 года..
В ноябре 2020 был награжден серебряной медалью за работу с общественностью.
23 февраля 2021 года фрагмент видео «Я люблю тебя, жизнь» стал частью праздничного концерта, посвященного Дню защитника Отечества на Первом канале Российского телевидения.

## Концертная деятельность
Шродерус ведёт активную концертную деятельность, давая более 50 концертов в год. В репертуар артиста входит свыше 300 песен, романсов, оперных арий и произведений духовной музыки на 6 языках.

## Дискография
- 2021 — лазерный диск «Laulan sun iltasi tähtihin»[9]
- 2021 — альбом «Я люблю тебя жизнь»[10]

## Личная жизнь
Шродерус был дважды женат и является отцом троих сыновей от первого брака и двоих дочерей — от второго.